# Kaceřov (district de Plzeň-Nord)
Pour les articles homonymes, voir Kaceřov.
Kaceřov (en allemand : Katzerschow, précédemment : Kacerow) est une commune du district de Plzeň-Nord, dans la région de Plzeň, en République tchèque. Sa population s'élevait à 154 habitants en 2022.

## Géographie
Kaceřov se trouve à 18 km au nord-est du centre de Plzeň et à 71 km à l'ouest-sud-ouest de Prague.
La commune est limitée par Dobříč au nord, par Němčovice à l'est, par Hromnice au sud, et par Jarov à l'ouest.

## Histoire
La première mention écrite de la localité date de 1376.

## Transports
Par la route, Kaceřov se trouve à 15 km du centre de Třemošná, à 21 km de Plzeň et à 102 km de Prague. 